# Thraupis ornata
La tangara adornada o azulejo de cabrio dorado (Thraupis ornata) es una especie de ave paseriforme de la familia Thraupidae, perteneciente al género Thraupis. Es endémica del sureste de Brasil.

## Distribución y hábitat
Se encuentra en la Mata Atlántica del sureste de Brasil, desde el centro sur de Bahia hasta el noreste de Rio Grande do Sul, hacia el interior hasta el centro este de Minas Gerais y este São Paulo.
Esta especie es considerada localmente bastante común en sus hábitats naturales: el dosel y los bordes de selvas húmedas, especilmente montanas, bosques secundarios y clareras adyacentes, y jardines, hasta los 1750 m de altitud; aparentemente baja a menores altitudes en los inviernos.

## Sistemática

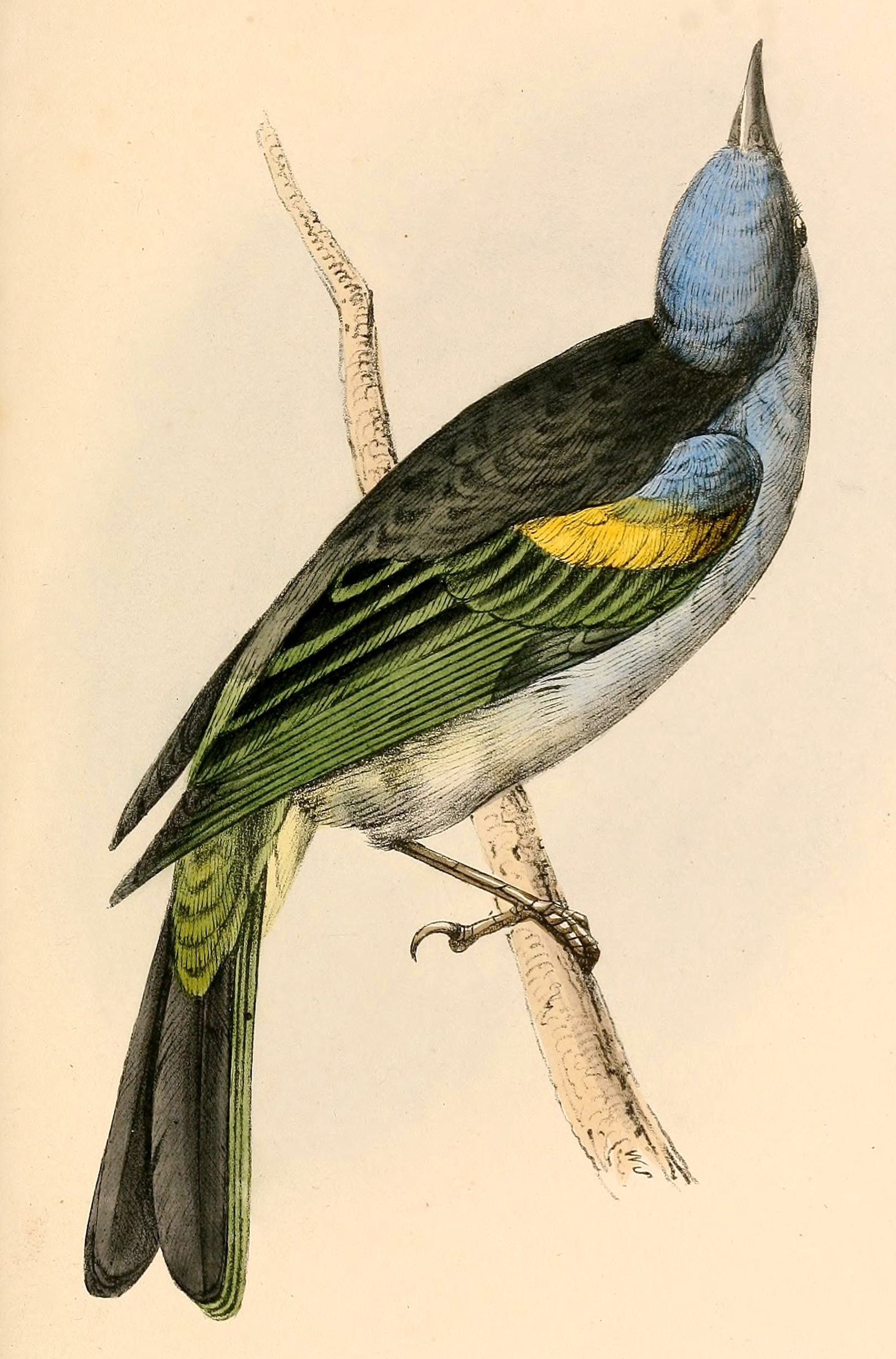
Tangara ornata = Thraupis ornata, ilustración de Swainson en A selection of the birds of Brazil and Mexico, 1841.

### Descripción original
La especie T. ornata fue descrita por primera vez por el naturalista sueco Anders Sparrman en 1789 bajo el nombre científico Tanagra ornata; su localidad tipo es: «“in India Orientali”; error = Rio de Janeiro, Brasil».

### Etimología
El nombre genérico femenino Thraupis proviene de la palabra griega «θραυπίς thraupis»: pequeño pájaro desconocido mencionado por Aristóteles, tal vez algún tipo de pinzón (en ornitología thraupis significa «tangara»); y el nombre de la especie «ornata» del latín «ornatus»: adornado.

### Taxonomía
Los amplios estudios filogenéticos recientes demuestran que la presente especie es hermana de Thraupis palmarum, y el par formado por ambas es hermano de Thraupis abbas.
Es monotípica. Algunas clasificaciones como Aves del Mundo (HBW), Birdlife International (BLI) y el Comité Brasileño de Registros Ornitológicos (CBRO) colocan a la presente especie en el género Tangara, como Tangara ornata.